# الآثار المقدسة (الباب العالي)

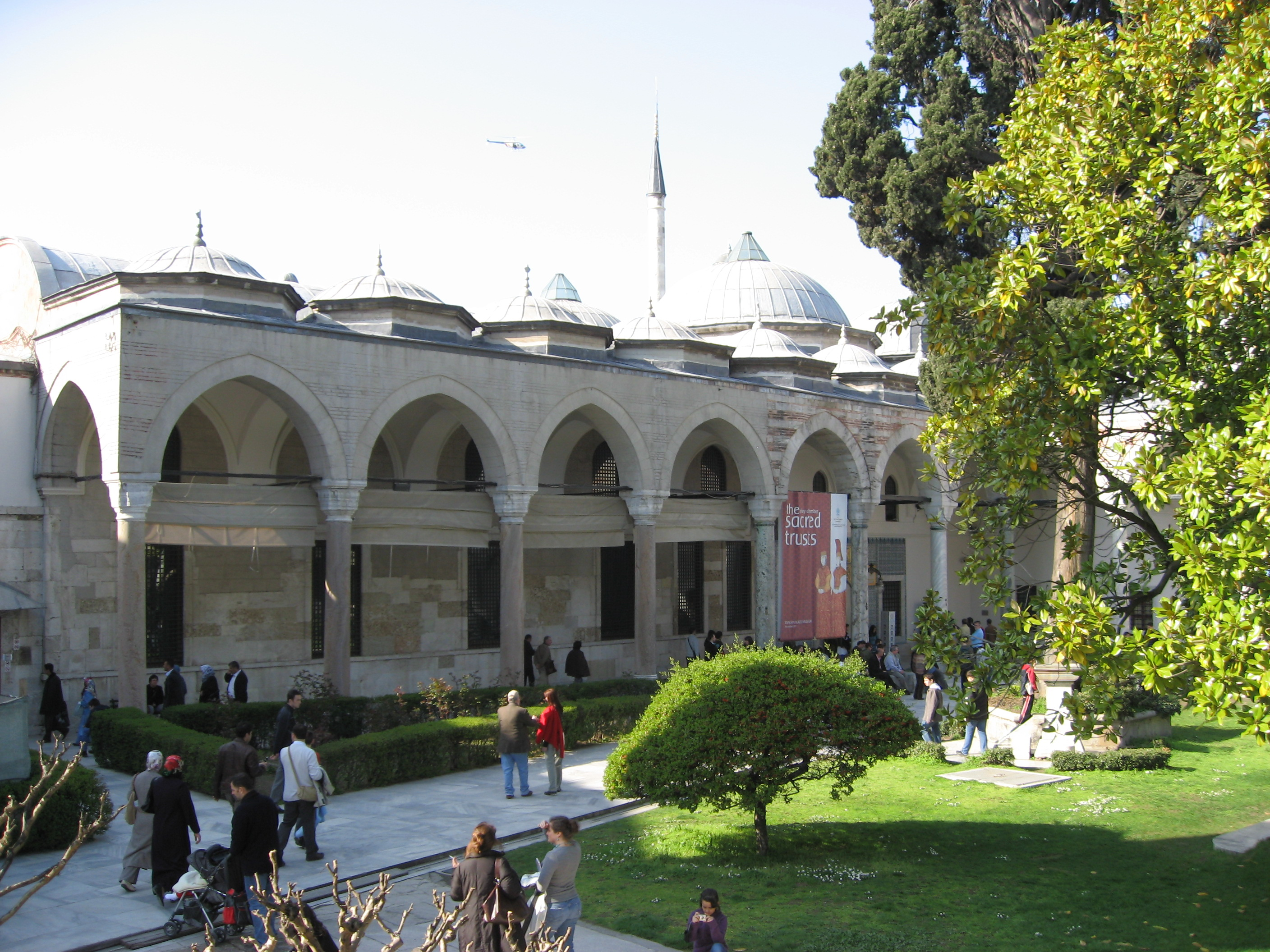
العهدة الشريفة محفوظة في الجناح الخاص السابق في قصر طوپ قپو، بإسطنبول، تركيا.

أثر النبي أو العهدة الشريفة هي مجموعة من المتعلقات الشخصية الخاصة بالنبي محمد ﷺ، تحتفظ بها السلطات التركية في «الغرفة الخاصة» بمتحف قصر "طوب قابي" العثماني في مدينة إسطنبول. يحتوي المتحف على عمامة النبي محمد ونعله ورايته الحمراء والصخرة التي تحتوي على أثار قدم النبي محمد التي وقف عليها عندما عُرج به في ليلة الإسراء والمعراج وهناك أيضا رسالة من النبي محمد إلى ملك الروم والبساط الذي أهداه النبي محمد لعلي بن أبي طالب بعد فتح خيبر. وسيف وغمد النبي محمد وثوب للسيدة فاطمة والختم الشريف الخاص بالنبي ومعطفه كما يوجد سيف لعلي بن أبي طالب وغير ذلك من المقتنيات.

## تاريخ
احتفظت مصر في هذه المتعلقات في مسجد أثر النبي بساحل أثر النبي في جنوب القاهرة. وقد ظلّت المتعلقات في هذا القصر حتى وقعت الفتح العثماني عام 1517 حين هزم السلطانُ العثماني سليم الأول السلطان المملوكي قانصوه الغوري وقتله في معركة مرج دابق ثم أعدَم طومان باي إثر معركة الريدانية ودخل القاهرة وأسر المتوكل الثالث خليفة المسلمين، وأخذه إلى إسطنبول ومعه كل أثر النبي.
وفي إسطنبول، وافق المتوكل الثالث على أن يتنازل عند موته عن لقب «خليفة المسلمين» للسلطان العثماني ومعه آثار الرسول ومنها سيفه وبـُردته. وبموت المتوكل عام 1534، انتقلت الخلافة الإسلامية إلى العثمانيين لتمكث في دولتهم حتى 1924. وقد خصص العثمانيون القصر الثالث في قصر طوپ قپو لعرض المتعلقات، وما زالت هناك حتى اليوم.

## معرض صور

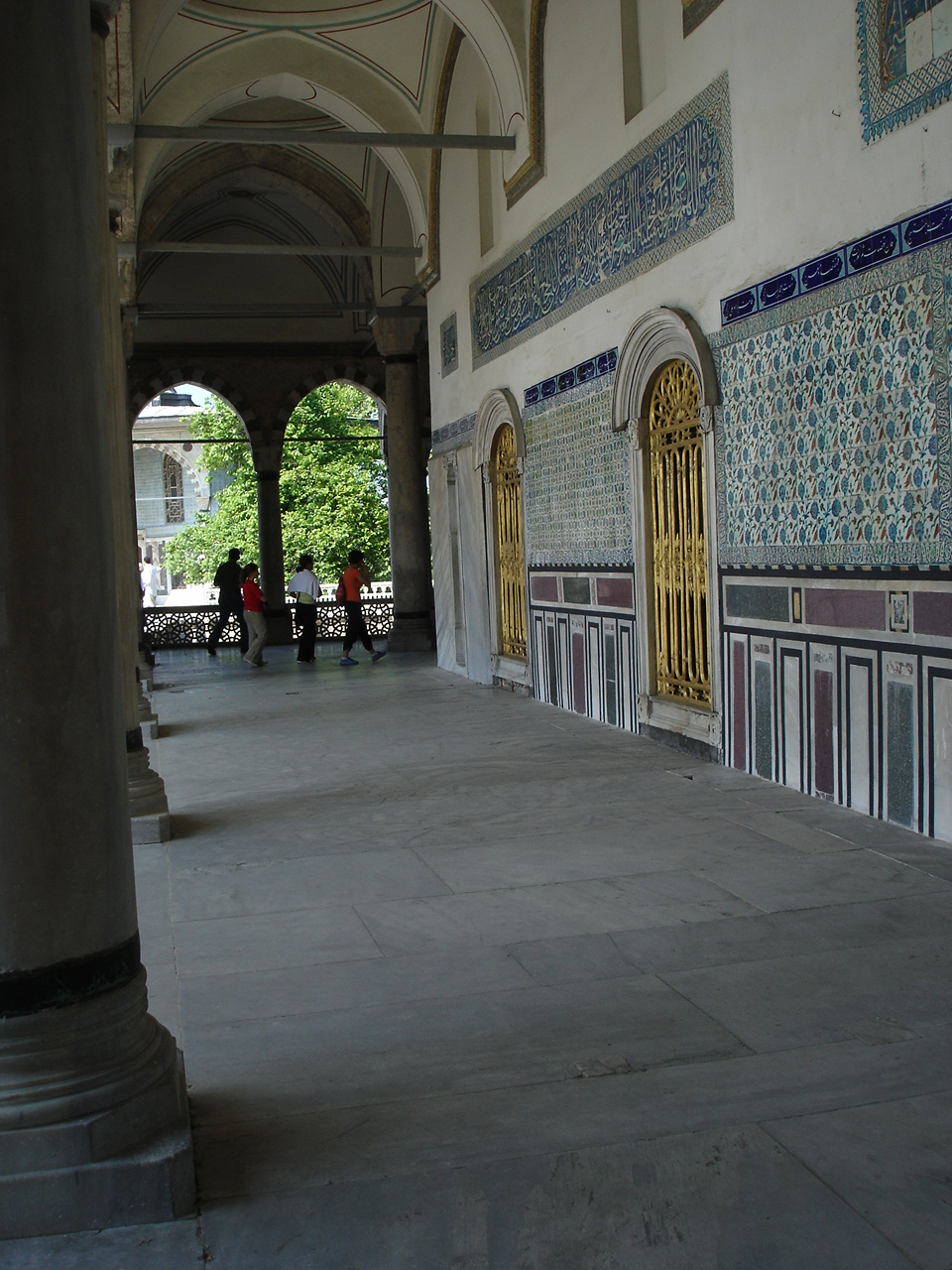
غرفة البردة الشريفة، من البهو الرابع
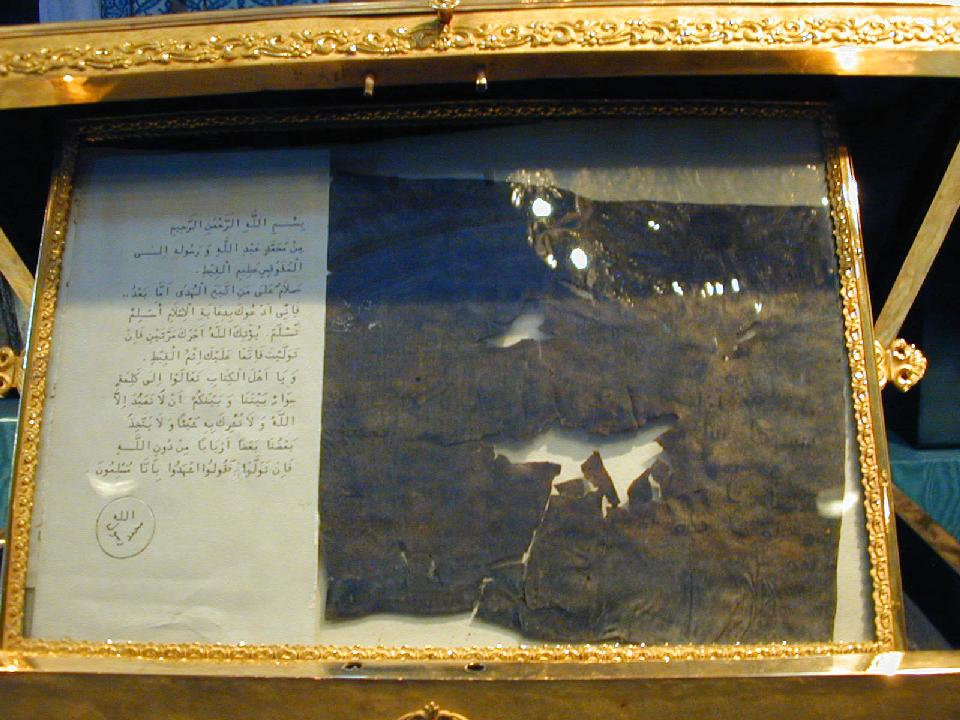
رسالة من النبي محمد إلى المقوقس عظيم مصر.
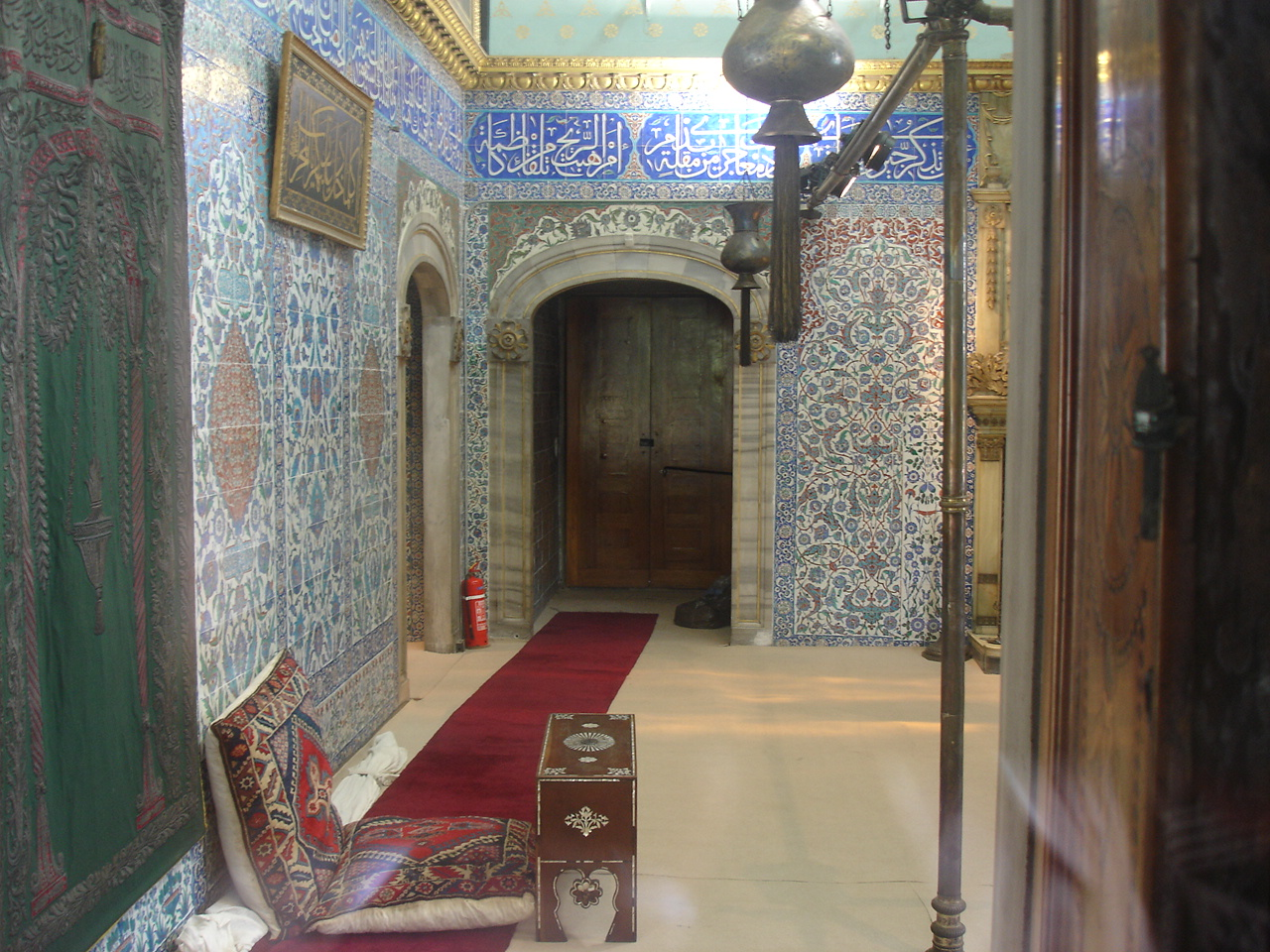
داخل غرفة البردة الشريفة

## وصلات خارجية
- Bilkent University | Images of the Sacred Trusts
- Topkapı Palace | III. Courtyard
- The Sacred Trust - Pavilion Of The Sacred Relics book by Hilmi Aydin
- The Sacred Trust - Pavilion Of The Sacred Relics book by Hilmi Aydin (UK site)